# Steve Coppell
Stephen "Steve" James Coppell, född 9 juli 1955 i Liverpool, är en engelsk före detta professionell fotbollsspelare (högermittfältare) och tränare som mellan 1977 och 1983 spelade 42 matcher och gjorde 7 mål för det engelska landslaget. Han deltog bland annat i EM 1980 och VM 1982.
I klubblagssammanhang spelade han 38 ligamatcher för Tranmere 1973–1975 och sedan 322 ligamatcher för Manchester United 1975–1983 då han avslutade spelarkarriären. Efter spelarkarriären har han varit huvudtränare i bland andra Crystal Palace, Manchester City och Reading som han tog upp till Premier League 2006.